# Голубівська сільська рада (Попаснянський район)
| Голубівська сільська рада — колишній орган місцевого самоврядування у Попаснянському районі Луганської області з адміністративним центром у с-щі Голубівське. Історична дата утворення: в 1978 році. Водоймища на території, підпорядкованій даній раді: річка Лугань. Сільській раді були підпорядковані населені пункти: - с-ще Голубівське - с. Оріхове |

## Склад ради
Рада складалася з 16 депутатів та голови.

### Керівний склад ради
| ПІБ                        | Основні відомості                                                         | Дата обрання | Дата звільнення |
| -------------------------- | ------------------------------------------------------------------------- | ------------ | --------------- |
| Левченко Анатолій Іванович | Сільський голова, 1954 року народження, освіта, член Партії регіонів      | 26.03.2006   | 31.10.2010      |
| Левченко Анатолій Іванович | Сільський голова, 1954 року народження, освіта вища, член Партії регіонів | 31.10.2010   |                 |

Примітка: таблиця складена за даними джерела